# أولمان (إلينوي)
أولمان (بالإنجليزية: Ohlman)‏ هي منطقة سكنية تقع في الولايات المتحدة في إلينوي.

## الموقع الجغرافي
الموقع الجغرافي للمناطق المحيطة بهذه النقطة هو كالتالي: